# Kabardinci
Kabardinci (Kabardi), narod iz grupe Čerkeza, sjeverozapadne kavkaske ili abhasko-adigejske jezične porodice, naseljen u Kabardino-Balkariji (Кабардино-Балкарская), Krasnodarskopm i stavropoljskom kraju, i u Sjevernoj Osetiji, a kao dijaspora žive i po zemljama jugoistočne Azije, zapadne Europe i Sjeverne Amerike. Po vjeri su muslimani-suniti.
Kabardinci pripadaju onom krugu kavkaskih plemena koja su sebe nazivali imenom Adigejci. Njihovo porijeklo je u području bazena Kubana, kršćanstvo primaju u 12. stoljeću, a u 13. su pod pritiskom mongolske Zlatne Horde koja nadire s istoka. Neki Adigejci pomiješali su se s lokalnim Alanima, i eventualno postaju poznati kao Kabardinci. Od 15 stoljeća kraj uz lijevu obalu Tereka postaje poznat je kao Velika Kabardija, dok je onaj na desnoj obali postaje Mala Kabardija. Oni što su živjeli najzapadnije postadoše Čerkezima. U ranom 18. stoljeću dolaze u kontakt s otomanskim Turcima, a ranih 1800-tih primaju islam. 
Kabardija još 1739. ugovorom u Beogradu postaje neutralna država, zapravo tampon zona između otomanskih Turaka i Rusije, koja 1774. novim ugovorom (Kucuk Kainavci) postaje dio ruskog teritorija. U vrijeme Šamilovog ustanka protiv Rusije, koji se sredinom 19. stoljeća (točnije od 1834 do 1858) raširio Kavkazom, Kabardinci ostaju neutralni, a njihovi rođaci Abazini razbiše se na dvije skupine Tapanta (Тапанта) koji su bili na strani Rusa i Škaraua (Шкарауа) koji su podržali Šamila. Ipak nakon što su Rusi uspostavili 1860.-tih kontrolu nad cijelom regijom Kabardinci su masovno protjerani u Tursku.
Danas Kabardinci žive u šest zemalja širom svijeta, a 2007. populacija im je iznosila 1.003.000, od toga 384.000 u Rusiji, 19.000 u Saudijskoj Arabiji, 594.000 u Turskoj, 900 u Ukrajini, 2600 u Sjedinjenim Državama i 1300 u Uzbekistanu. Politički se više ne smatraju dijelom Čerkeza. 

## Vanjske poveznice
- The Kabards